# Скадовський Сергій Миколайович
Сергі́й Микола́йович Скадо́вський (* 31 серпня (12 вересня) 1886, Білозерка, нині Херсонської області — 2 травня 1962, Москва) — український радянський гідробіолог, творець еколого-фізіологічного напряму в гідробіології, доктор біологічних наук, професор (1935).

## Біографія
Походить з Херсонської гілки роду Скадовських. Батько — Скадовський Микола Львович, український художник, ініціатор і співзасновник Товариства періодичних виставок південно-російських художників в Одесі, помер, коли Сергієві не виповнилося ще й шести років. Мати вдруге взяла шлюб з відомим невропатологом і психологом Григорієм Россолімо.
Після закінчення Московського університету (1912) Сергій Скадовський працював у лабораторії експериментальної зоології при університеті Шанявського; учень М. К. Кольцова і С. О. Зернова.
Заснував і в 1910 відкрив Звенігородську гідрофізіологічну станцію (нині біостанція МДУ) для вивчення біології прісних вод, з 1917 — її завідувач. З 1919 співробітник інституту експериментальної біології Наркомздрава. З 1920 викладач Московського університету, з 1930 завідувач кафедри гідробіології МДУ.

## Наукові праці
Основні праці з екології та фізіології водних організмів. Розробляв методи стимуляції статевого дозрівання у риб, вирощування осетрових риб у водоймах з уповільненим стоком. Вивчав обмінні процеси у водних тварин і рослин.

## Нагороди
Ленінська премія (1929). Нагороджений орденом Леніна і медалями.